# Cannole
Cannole – miejscowość i gmina we Włoszech, w regionie Apulia, w prowincji Lecce.
Według danych na rok 2004 gminę zamieszkiwały 1762 osoby, 88,1 os./km².
W miejscowości jest przystanek kolejowy Cannole.